# 格納特基夫
48°26′55″N 28°29′39″E / 48.44861°N 28.49417°E
格納特基夫（烏克蘭語：Гнатків），是烏克蘭的村落，位於該國西南部文尼察州，由圖利欽區負責管轄，始建於1650年，面積2.74平方公里，海拔高度241米，2001年人口1,932，人口密度每平方公里704.85人。